# Khalga (Khazaria)
Khalga Ashina (Itil, ... – 668) fu un Khagan (imperatore) di Khazaria con la Dinastia Ashina.
Regnò attorno alla seconda metà degli anni 660. Il suo regno finì nel 668 probabilmente per la sua morte. Il suo predecessore fu Irbis, mentre il suo successore fu Kaban. L'unica testimonianza sull'esistenza di questo personaggio fu ritrovata nel Cäğfär Taríxı (XVII secolo), un documento che conserva informazioni storiche sui Proto-bulgari, sui Khazari e sulle altre popolazioni nomadi euroasiatiche; questa fonte invalida l'ipotesi che il personaggio possa essere stato del tutto inventato dal Commissariato del Popolo per gli Affari Interni dell'Unione delle Repubbliche Socialiste Sovietiche.